# London City Airport (DLR)
London City Airport is een station van de Docklands Light Railway dat in verbinding staat met het vliegveld London City.

## Geschiedenis
In 2005 konden treinen van de Docklands Light Railway alleen na het vertrekken uit Canning Town in zuidelijke richting naar Royal Victoria. In hetzelfde jaar ontstond er een nieuw traject vanaf Canning Town richting Woolwich. De treinen zouden via West Silvertown, Pontoon Dock en London City Airport terechtkomen op het eindstation King George V.
Het station is geopend in 2005. Voor de bouw was het land eigendom van de Drew Primary School. Het nieuwe gebouw van de school kan worden gevonden aan de andere kant van de weg.
Het is overigens het enige station op het gehele netwerk van de DLR met loketten. Aangezien toekomende internationale reizigers via London City Airport mogelijk nog niet in het bezit zijn van een "Oyster card" werd er beslist om als uitzondering toch echte loketten te bouwen zij het met zeer beperkte openingsuren.

## Dienstregeling

### Richting Londen
Elke tien minuten rijdt er een trein in de richting van Bank in de City of London. De reistijd naar Canning Town met eventuele overstap op de Jubilee Line bedraagt 7 minuten. 12 Minuten reistijd geldt voor Poplar met eventuele overstap op de Docklands Light Railway richting Lewisham en Stratford. Een reis naar Bank in het centrum kost 22 minuten.

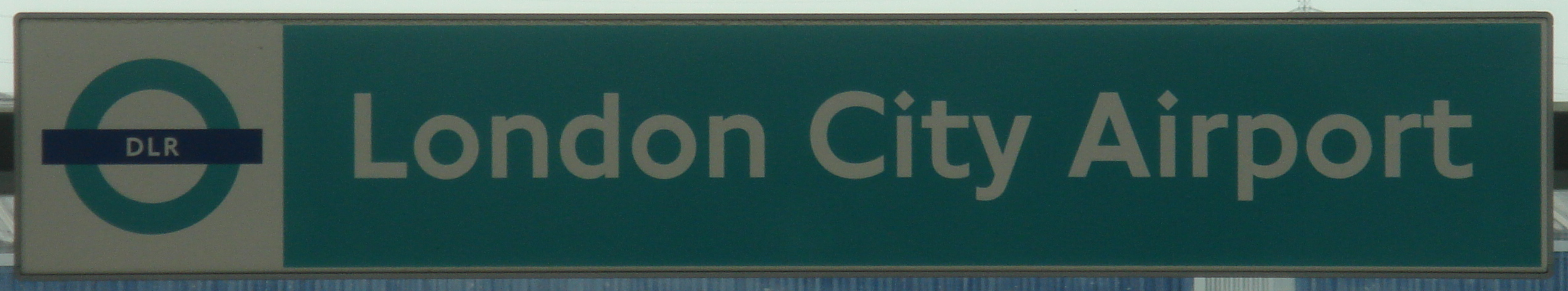
Stationsbord met de kleuren van de DLR

### Richting King George
Elke tien minuten rijdt er een trein in de richting King George V in de gemeente Woolwich. De reistijd bedraagt 2 minuten. London City Airport ligt één station van het eindpunt af.